# Хайрпур (княжество)

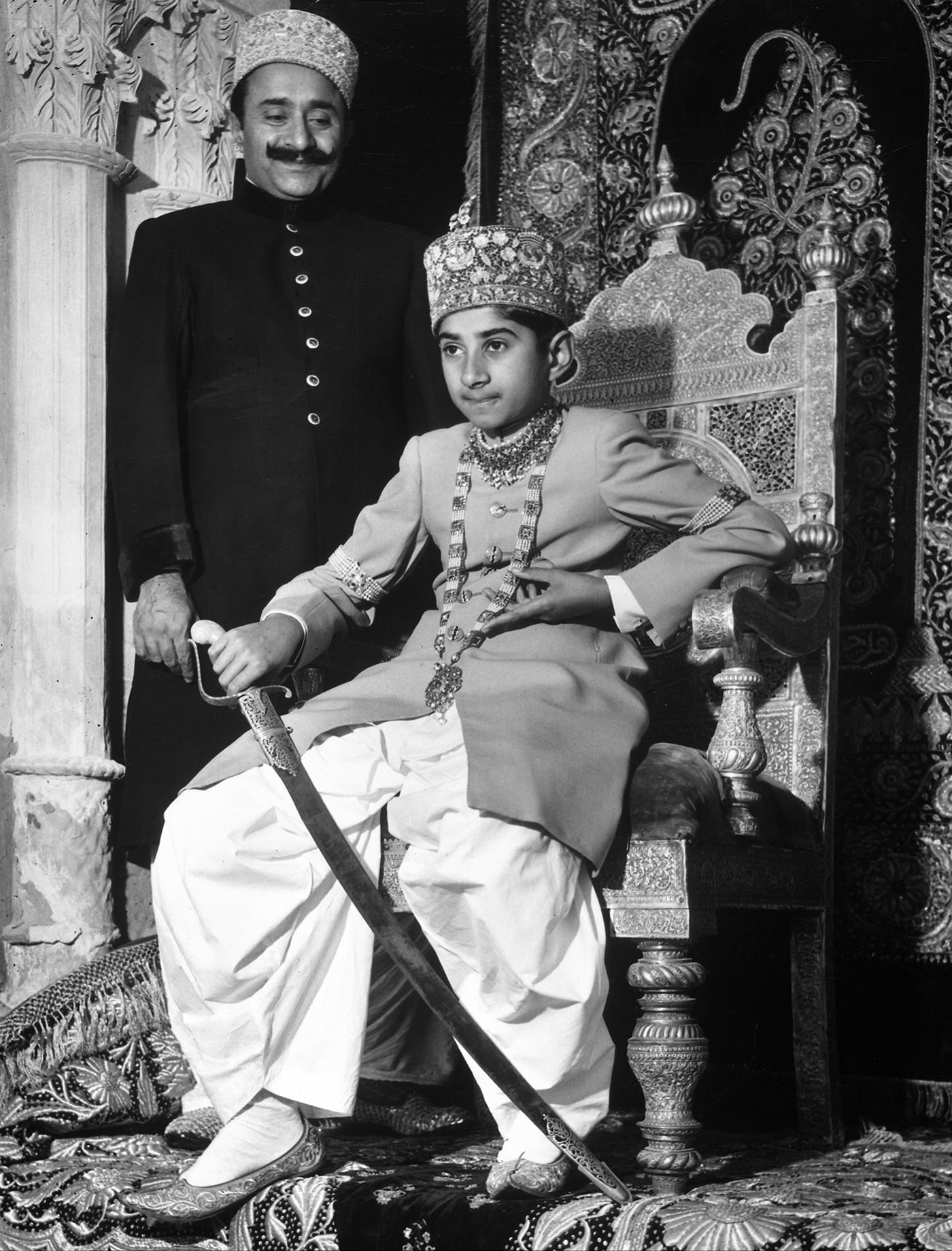
Джордж Али Мурад Хан (род. 1933), 8-й и последний правитель княжества Хайрпур (1947—1954)

Княжество Хайрпур, так известно как Хаурпур (синдхи خيرپور رياست، урду ریاست خیرپور‎) — туземное княжество Британской Индии на реке Инд в Северном Синде, современном Пакистане, со столицей в Хайрпуре. Оно было основано как столица ветви Сохрабани династии Талпур вскоре после восшествия Мира Сохраба Хана Талпура на престол в 1783 году. В то время как другие талпурские владения были завоеваны англичанами в 1843 году, Хайрпурское государство заключило договор с англичанами, тем самым сохранив некоторую свою автономию как княжеское государство. Последний мир Хайрпура решил присоединиться к новому государству Пакистан в 1947 году, и Хайрпур, таким образом, стал княжеским государством Пакистана, пока он не был полностью объединен в Западный Пакистан в 1955 году.

## История
Династия Талпур была основана в 1783 году Мир Фатехом Али Ханом, который провозгласил себя первым раисом, или правителем Синда, после победы над Калхорами в битве при Халани. Племянник Мир Фатех Али Хана, Мир Сохраб Хан Талпур, основал ветвь династии Талпур в 1783 году в Бурахане, который был переименован в Хайрпур в 1783 году.
В 1811 году Мир Сохраб Хан Талпур разделил свои земли между сыновьями и наделил старшего сына Рустама Али Хана (? — 1842) всеми административными полномочиями.
Младший сводный брат Рустама, Али Мурад Хан Талпур, укрепил свои позиции, подписав в 1832 году договор с англичанами, в котором он добился признания себя независимым правителем Хайрпура в обмен на передачу контроля над внешними отношениями британцам в 1838 году, а также использования дорог Синда и реки Инд. При жизни отца он занимал лишь пост регента, и это положение оставалось неизменным до тех пор, пока его младший сводный брат Али Мурад не достиг совершеннолетия. Тем не менее это не спасло его от внутренних семейных споров, в которых англичане поначалу отказывались принимать чью-либо сторону.

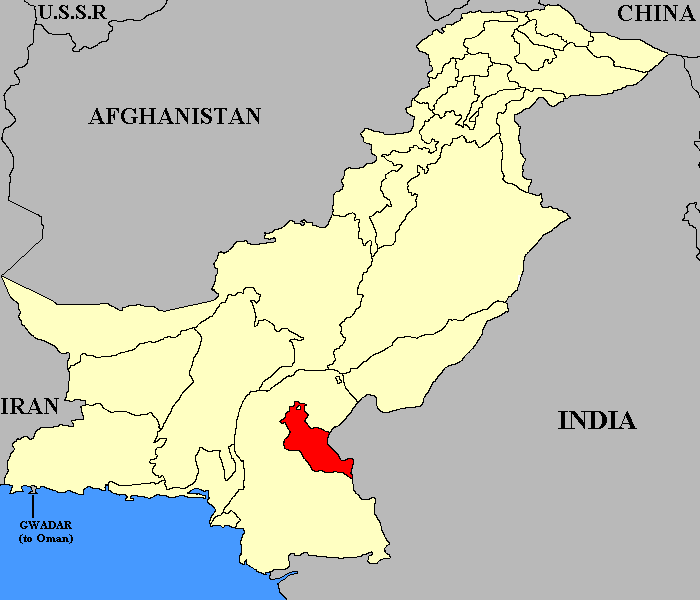
Княжество Хайрпур (обозначено красным цветом) присоединилось к Пакистану как княжеское государство в 1947 году

Рустам Али Хан правил до 1842 года, когда отрекся от престола в пользу своего младшего брата Мира Али Мурада Хана Талпура. Али Мурад помогал англичанам в 1845—1847 годах во время тюркской кампании, но позже был обвинен в заговоре против англичан в 1851—1852 годах, и поэтому Британская Ост-Индская компания лишила его земель в верхнем Синде. В результате оставшиеся под его контролем земли состояли в основном из города Хайрпура и его ближайших окрестностей. Во время Сипайского восстания 1857 года Али Мурад встал на сторону англичан и предотвратил захват мятежниками Шикарпурской тюрьмы и казны. Он вновь завоевал расположение англичан, и в 1866 году англичане пообещали признать любых будущих преемников законными правителями Хайрпура. Правление Али Мурада продолжалось непрерывно вплоть до его смерти в 1894 году.
Старший сын Али Мурада скончался при жизни отца, и поэтому ему наследовал его второй сын, Мир Файз Мухаммед-хана (1837—1909, правившего до своей смерти в 1909 году. Ему, в свою очередь, наследовал его сын, Мир сэр Имам Бахш Хан Талпур (1860—1921), который помог Великобритании во время Второй Мировой Войны, и, таким образом, получил в награду звание подполковник в 1918 году. Он скончался в 1921 году, и ему наследовал его старший сын, Мир Али Наваз Хан (1884—1935). При нём была упразднена феодальная система принудительного труда Черр, проложены новые каналы для орошения.
Мир Али Наваз Хан умер в 1935 году, и его сменил его старший сын, Мир Фаиз Мухаммад хан II (1913—1954), который страдал от нестабильного и нервного расстройства, а затем стал номинальным лидером. Правительство Хайрпура учредило регентский совет при местных министрах и приказало Миру жить за пределами княжества. Спустя двенадцать лет, незадолго до передачи власти, он отрекся от престола в пользу своего младшего сына Мир Джорджа Али Мурад-Хана (род. 1933) в июле 1947 года. Молодой Мир достиг совершеннолетия и получил полную власть только четыре года назад. Государство было первым на субконтиненте, которое ввело полное избирательное право для взрослых. Его подданные получали бесплатное образование вплоть до аттестата зрелости и бесплатное медицинское обслуживание, не было таможенных пошлин, налогов на имущество, доходы или богатство. Уровень преступности оставался незначительным, а легкая промышленность процветала.
Княжество Хайрпур присоединился к Доминиону Пакистан в октябре того же года, а в 1955 году вошло в состав Западного Пакистана. Его последний правитель, Мир Джордж Али Мурад Хан, остается одним из немногих уцелевших первоклассных правителей старой британской индийской Империи, все ещё проводя публичный Меджлис каждый Мухаррам в своем обширном дворце Фаиз-Махал Он уже давно проявляет живой интерес к охране и защите животных, создав один из крупнейших частных заповедников дикой природы на субконтиненте. Его младший сын, принц Мехди Раза Хан (род. 1967), продолжает страсть своего отца и следит за его охраной после выхода на пенсию.

## Администрация

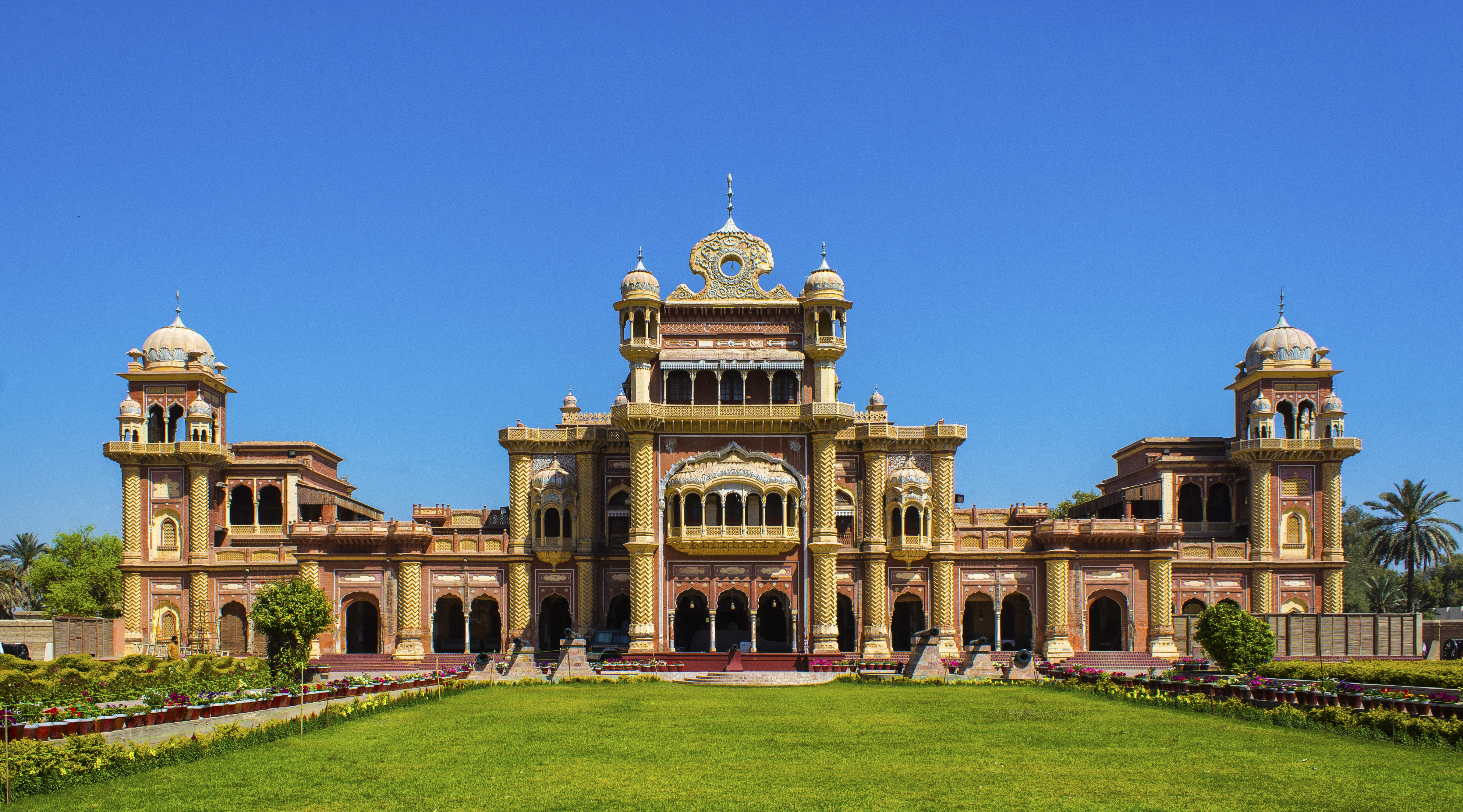
Фаиз-Махал-хавели был одним из нескольких дворцов, которыми пользовались Миры Хайрпура из династии Талпур.

Формой правления была традиционная монархия. Правитель носил титул «Мир» и правил с помощью дивана или вазира, который был чиновником, заимствованным из индийской гражданской службы. Государство было разделено на пять талуков, сгруппированных в два подразделения. Это подразделение Хайрпур, включающее талуки Хайрпур и Гамбат, а также подразделение Мир Вах, включающее талуки Мир Вах, Фаиз-Гандж и Наро. Этими двумя подразделениями управлял наиб-вазир, а во главе талуков стояли муктиаркары. Внешние связи государства находились под контролем политического агента, который обычно являлся окружным коллектором Суккура.

## Правители
| Титул | Личное имя                                                    | Годы правления |
| --- | ------------------------------------------------------------- | -------------- |
| |                                                               |                |
| Мир میر‎ | Мир Сохраб Хан Талпур میر سہراب خان تالپور‎                    | 1783-1830      |
| Мир میر‎ | Мир Рустам Али Хан Талпур میر رستم علی خان تالپور‎             | 1830-1842      |
| Мир میر‎ | Мир Али Мурад Хан Талпур میر علی مراد خان تالپور‎              | 1842-1894      |
| Мир میر‎ | Мир Файз Мухаммад Хан Талпур I میر فیض محمد خان تالپور اول‎    | 1894-1909      |
| Мир میر‎ | Мир Имам Бакш Хан Талпур میر امام بخش خان تالپور‎              | 1909-1921      |
| Мир میر‎ | Мир Али Наваз Хан Талпур میر علی نواز خان تالپور‎              | 1921-1935      |
| Мир میر‎ | Мир Файз Мухаммад Хан Талпур II میر فیض محمد خان تالپور دوم‎   | 1935-1947      |
| Мир میر‎ | Мир Джордж Али Мурад Хан Талпур میر جارج علی مراد خان تالپور ‎ | 1947-1954      |
| Династия Талпур потерпела поражение от Чарльза Джеймса Нейпира в 1843 году в битве при Миани, и Мир Али Мурад Хан Талпур был последним независимым правителем Хайрпура. |                                                               |                |